# American Athletic Club Eagles
American Athletic Club Eagles é uma agremiação esportiva da cidade de  Chicago, Illinois.  O clube ganhou notoriedade por ter conquistado o título da National Challenge Cup. Atualmente disputa a região II da United States Adult Soccer Association.

## História
Fundado por um grupo de imigrantes poloneses em Chicago. Inicialmente foi chamado de Polish American Athletic Club Eagles. Possuiu também outros nomes como Chicago Eagles, Chicago American Eagles e Polish Eagles.
Disputou a National Challenge Cup em dez oportunidades, sendo campeão em 1990. Em 1991 disputou a Liga dos Campeões da CONCACAF.[carece de fontes?]

## Títulos
Campeão Invicto
| NACIONAIS      | NACIONAIS              | NACIONAIS | NACIONAIS                                 |
|                | Competição             | Títulos   | Temporadas                                |
| -------------- | ---------------------- | --------- | ----------------------------------------- |
| Estados Unidos | National Challenge Cup | 1         | 1990                                      |
| Estados Unidos | National Amateur Cup   | 1         | 1989                                      |
| ESTADUAIS      |                        |           |                                           |
|                | Competição             | Títulos   | Temporadas                                |
| Estados Unidos | Peel Cup               | 7         | 1950, 1954, 1955, 1957, 1963, 1999 e 2000 |